# Tierralta
Tierralta é um município da Colômbia, localizado no departamento de Córdoba.